# Quintanilla del Agua y Tordueles
Quintanilla del Agua y Tordueles ist eine nordspanische Landgemeinde (municipio) mit 337 Einwohnern (Stand: 2024) im Süden der Provinz Burgos in der Autonomen Gemeinschaft Kastilien-León. Die Gemeinde besteht aus den Ortschaften Quintanilla del Agua und Tordueles. Der Verwaltungssitz der Gemeinde befindet sich in Quintanilla del Agua.

## Lage und Klima
Quintanilla del Agua y Tordueles liegt am Río Arlanza in der kastilischen Hochebene (meseta) gut 38 km (Fahrtstrecke) südlich der Provinzhauptstadt Burgos und 222 km nördlich von Madrid in einer Höhe von ca. 850 m. Das Klima ist gemäßigt bis warm; Regen (ca. 602 mm/Jahr) fällt übers Jahr verteilt.

## Bevölkerungsentwicklung
| Jahr      | 1981 | 1991 | 2001 | 2011 | 2021 |
| Einwohner | 791  | 663  | 583  | 513  | 357  |

## Sehenswürdigkeiten
- Territorio ArtLanza, „größte Skulptur der Welt“
- Marienkirche in Tordueles
- Marienkirche in Quintanilla del Agua
- Einsiedelei Mariä Empfängnis in Quintanilla del Agua
- Einsiedelei San Roque in Tordueles

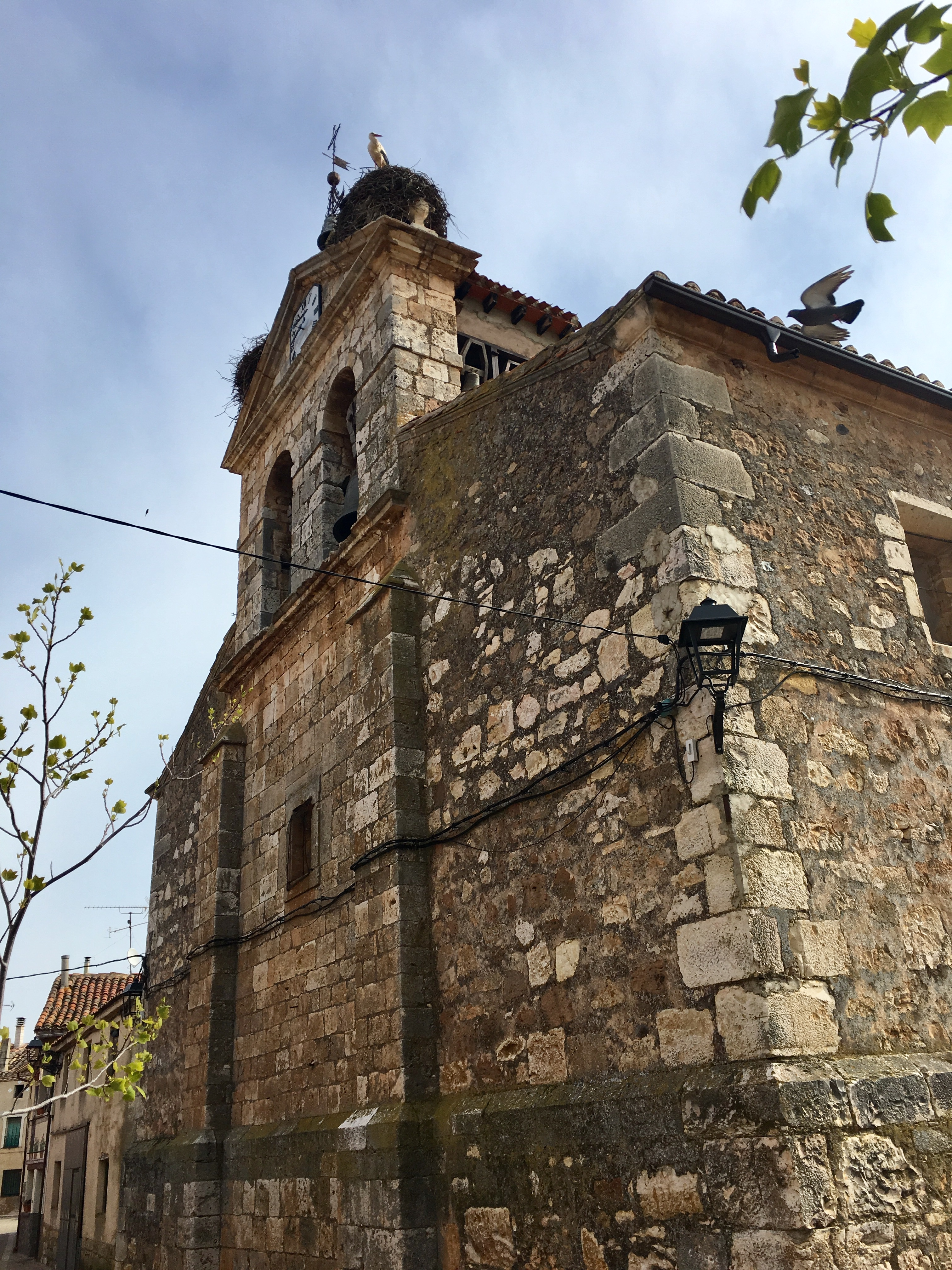
Marienkirche in Quintanilla del Agua
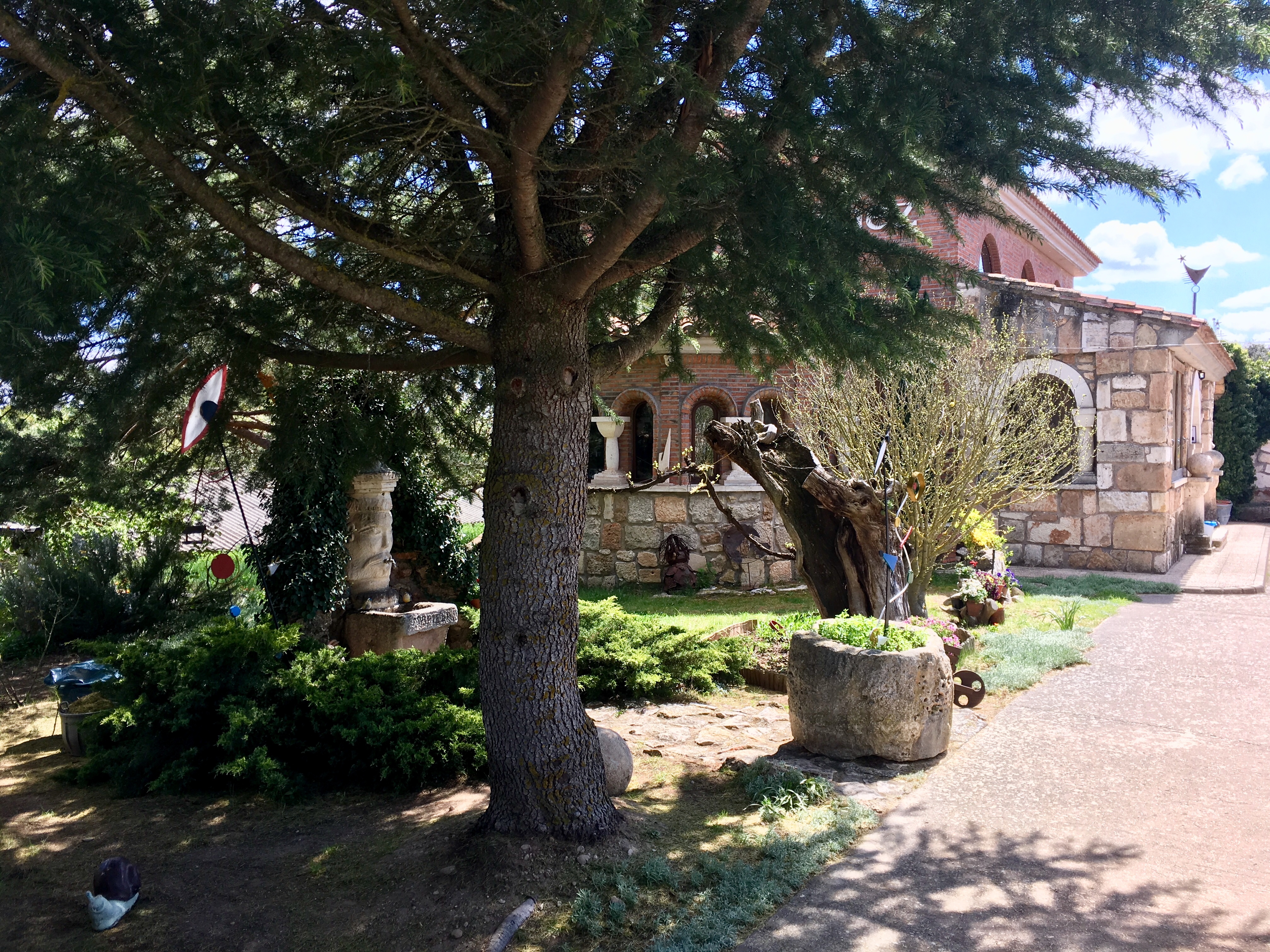
Gebäude im Territorio ArtLanza